# Actinanthella
Actinanthella é um género botânico pertencente à família Loranthaceae.

## Espécies
Apresenta duas espécies:
- Actinanthella menyharthii
- Actinanthella wyliei